# Jegor Ligačov
Jegor Kuzmič Ligačov (rusky Егор Кузьмич Лигачёв; 29. listopadu 1920 – 7. května 2021 Moskva) byl sovětský a ruský politik, ideologický tajemník ÚV KSSS, svého času považovaný za muže číslo dvě po Michailu Gorbačovovi. Jeho politická kariéra krátce pokračovala i po rozpadu Sovětského svazu.
Původně byl stoupencem Michaila Gorbačova a spoluiniciátorem perestrojky, ale s postupujícími reformami se obrátil proti němu.